# Bureau de l'Avocat général de l'État
Le bureau de l'Avocat général de l'État (en espagnol : Abogacía General del Estado), aussi anciennement connu sous le nom de direction du service juridique de l'État (en espagnol : Dirección del Servicio Jurídico del Estado), est un service dépendant du ministère de la Justice, au niveau organique de sous-secrétariat.

## Missions

### Organisation
Le bureau de l'Avocat général de l'État est ainsi organisé :
- Bureau de l'Avocat général de l'État ;
  - Direction générale du Consultatif ;
  - Direction générale du Contentieux ;
  - Direction adjointe des Moyens humains et matériels du Bureau de l'Avocat général de l'État ;
  - Sous-direction générale des Affaires constitutionnelles et des Droits humains ;
  - Sous-direction générale des Affaires de l'Union européenne et internationales ;
  - Sous-direction générale de l'audit interne et de la gestion du savoir ;
  - Cabinet technique ;
  - Bureaux de l'Avocat général de l'État dans les communautés et villes autonomes.